# 李树本
李树本（1937年—），男，河北迁安人，中国化学家，曾任中国科学院兰州化学物理研究所研究员，中国化学会理事。